# Alt-Oberbolheim

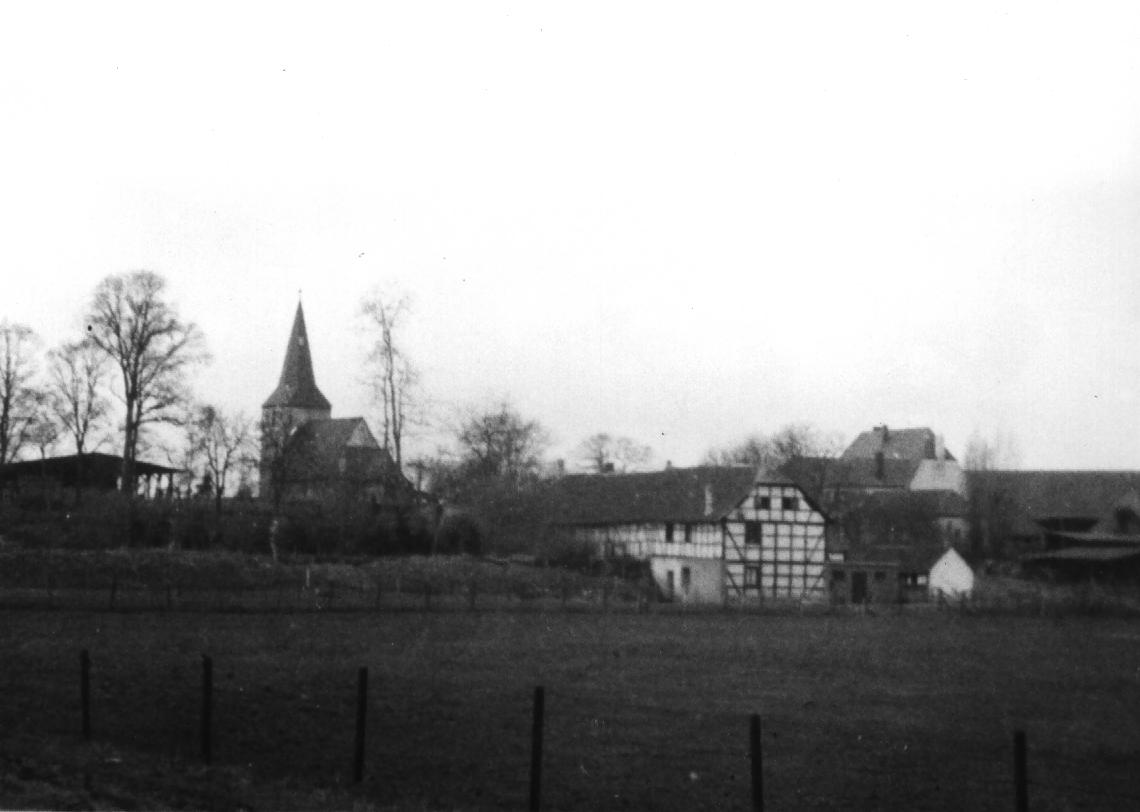
Die Mühle (Fachwerkhaus) und die Antoniuskapelle

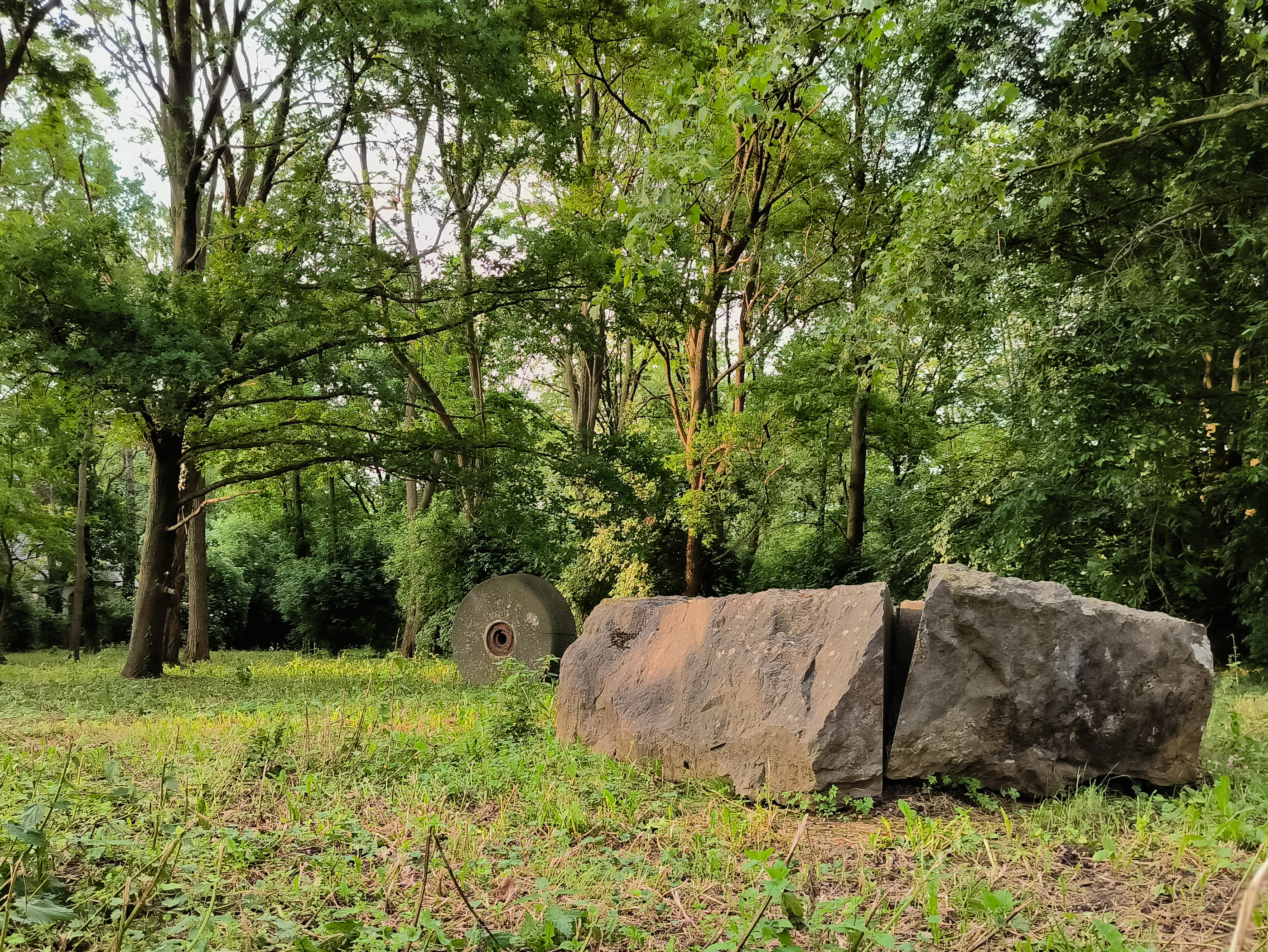
Stein von Ulrich Rückriem in Alt-Oberbolheim und Mühlstein

Alt-Oberbolheim war ein Ortsteil der Gemeinde Nörvenich im Kreis Düren.
Der Ort stand direkt unter der Start- und Landebahn des Fliegerhorstes Nörvenich an der Bundesstraße 477, der alten Römerstraße von Neuss nach Zülpich. Oberbolheim hatte eine Haltestelle an der Bahnstrecke Benzelrath–Nörvenich.
Es handelt sich wahrscheinlich um eine frühfränkische Ansiedlung.
Mit einem Protestmarsch von über 700 Personen mit schwarzen Fahnen durch die damalige Bundeshauptstadt Bonn versuchten die Oberbolheimer den militärischen Fliegerhorst zu verhindern, was aber nicht gelang. Am 8. März 1955 begann der Flugbetrieb.
Zu dem nun einsetzenden Lärm der Düsenjäger kamen auch die Angst vor Abstürzen. Am 25. Januar 1962 stürzte ein Starfighter in die landwirtschaftliche Trocknungsanlage im Ort. Der Pilot versuchte noch, den Jet über den Ort hinwegzuziehen, was aber misslang. Hauptmann Lutz Tyrkofski überlebte den Absturz nicht. Sein Flugschüler konnte sich mit dem Schleudersitz retten.
Unter Regie des damaligen Bürgermeisters Theo Berger, der später Ehrenbürger wurde und nach dem im neuen Oberbolheim eine Straße benannt wurde, wurde südöstlich des alten Ortes das neue Oberbolheim auf freiem Feld aus dem Boden gestampft. Abriss und Neubau von Alt-Oberbolheim erfolgten Ende der 1960er/Anfang der 1970er Jahre.
Die letzte Messe in der Antoniuskapelle war am 17. Januar 1970. Als Ersatz wurde mitten im neuen Oberbolheim das Antoniushaus als Versammlungsstätte mit einem Sakralraum gebaut.
Auf das alte Oberbolheim weist heute nur noch die nicht mehr geweihte Kapelle hin. Auf dem umliegenden Kirchhof können heute noch Alteinwohner aus Oberbolheim bestattet werden. Südlich der Antoniuskapelle ist ein alter Mühlstein als Erinnerung an die Oberbolheimer Mühle aufgestellt.
In der Nähe des Mühlsteins hat der damals in Schloss Nörvenich wohnende Künstler Ulrich Rückriem einen viergeteilten Granitblock aufgestellt, der das Zerreißen der Dorfgemeinschaft durch den Abbruch des Ortes darstellt.

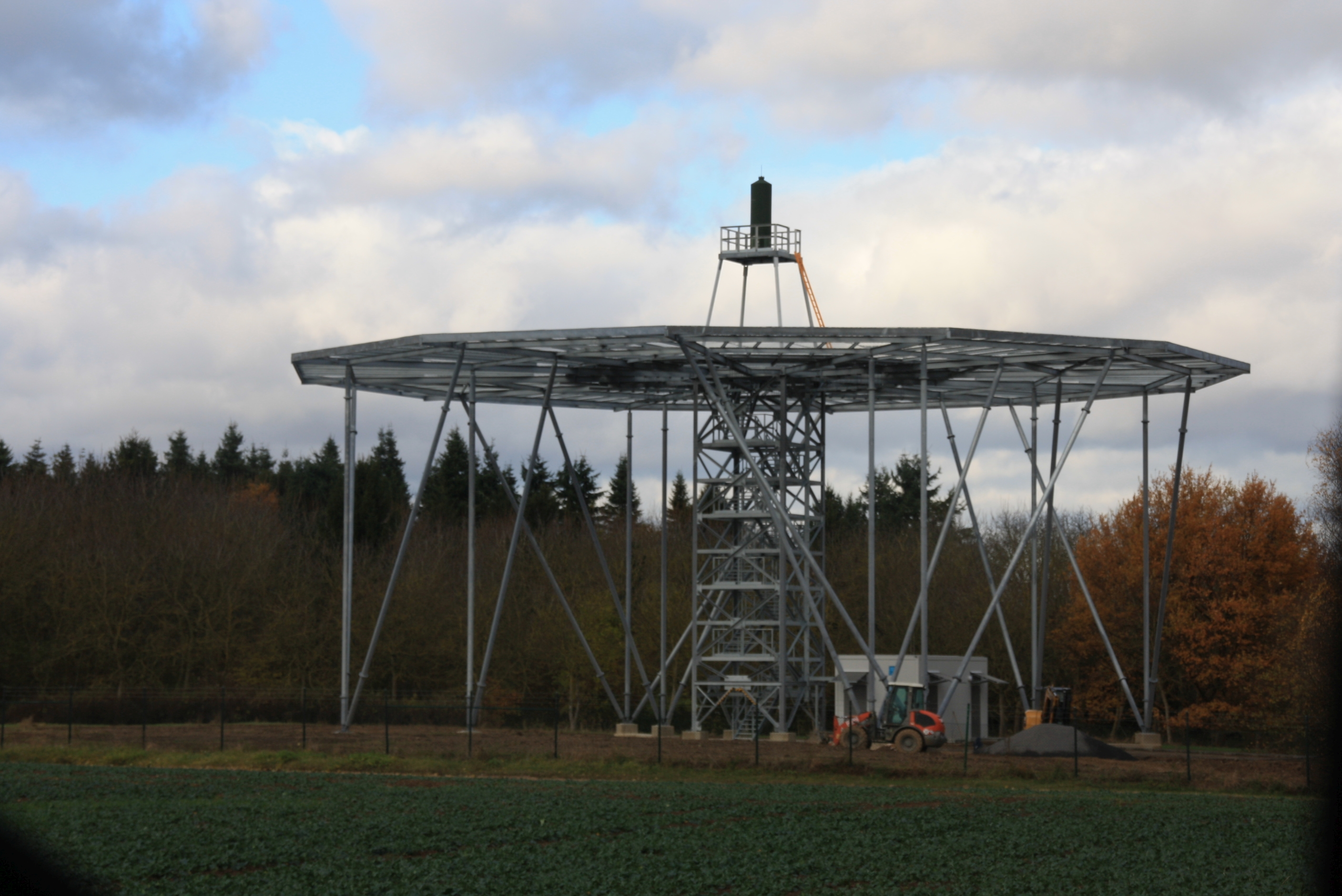
Das Drehfunkfeuer vor dem Fliegerhorst Nörvenich

Im September/Oktober 2016 wurde in der alten Ortslage (heute Fliegerhorstgelände) ein neues Drehfunkfeuer gebaut, welches in der Nähe des Ostkopfes abgebaut werden musste.